# BAP Puno
BAP Puno (ex-Yapura) est un navire commandé (avec son navire jumeau Yavari) par le gouvernement péruvien en 1861 pour être utilisé comme canonnière sur le lac Titicaca. Il a été transformé en navire-hôpital. 

## Historique
En 1862, Thames Ironworks à West Ham a construit les Yavari et Yapura à coque de fer sous contrat avec la fonderie James Watt de Birmingham. Les navires ont été conçus comme des cargos mixtes à passagers et  canonnières pour la marine péruvienne . Les navires ont été construits sous la forme de « knok down » ; c'est-à-dire qu'ils ont été assemblés avec des boulons et des écrous au chantier naval, démontés en milliers de pièces suffisamment petites pour être transportées, et expédiés à leur destination finale pour être assemblés avec des rivets et lancés sur le lac. Les assemblages pour les deux navires comprenaient un total de 2 766 pièces entre eux.  Chaque pièce ne dépassait pas 3,5 hundredweight (en) (ce qu'un mulet pouvait transporter) parce que le chemin de fer du port de l'océan Pacifique d'Arica ne parcourait que 64 km jusqu'à Tacna.  De là, les colonnes de mulets devaient les transporter sur les 350 km restants jusqu'à Puno sur le lac. 
L'entrepreneur britannique d'origine a reçu les pièces à Tacna mais n'a pas réussi à terminer la section du voyage avec les mules. Cela ne fut repris qu'en 1868 et les premières plaques de la coque de Yavari furent posées à Puno en 1869. Yavari a été lancé en 1870 et Yapura en 1873.
La Guerre du Pacifique (1879-1884) a appauvri le gouvernement péruvien, de sorte qu'en 1890, les investisseurs britanniques ont créé la société péruvienne qui a repris l'exploitation des chemins de fer et des navires lacustres du Pérou. En 1975, le Pérou a nationalisé la société et Yavari et Yapura sont passés à la compagnie ferroviaire publique ENAFER. 
En 1976, les navires ont été transférés à la marine péruvienne, qui a converti Yapura en navire-hôpital et a renommé BAP Puno. Yavari est devenu un navire musée exposé à Punto.